# Europäische Juniorenspiele 1964
| 1. Europäische Juniorenspiele Das Stadion des 10. Jahrestages in Warschau (2006) | 1. Europäische Juniorenspiele Das Stadion des 10. Jahrestages in Warschau (2006) |
| -------------------------------------------------------------------------------- | -------------------------------------------------------------------------------- |
|                                                                                  |                                                                                  |
| Stadt                                                                            | Warschau, Polen                                                                  |
| Stadion                                                                          | Stadion des 10. Jahrestages                                                      |
| Teilnehmende Länder                                                              |                                                                                  |
| Teilnehmende Athleten                                                            |                                                                                  |
| Wettbewerbe                                                                      | 29                                                                               |
| Eröffnung                                                                        | 18. September 1964                                                               |
| Schlussfeier                                                                     | 20. September 1964                                                               |
| Eröffnet durch                                                                   |                                                                                  |

Das erste Zusammentreffen von Europas besten unter zwanzigjährigen (kurz: U20) Athleten hatte den (allerdings noch inoffiziellen) Namen Europäische Juniorenspiele und fand vom 18. bis 20. September 1964 im Stadion des 10. Jahrestages der polnischen Hauptstadt Warschau statt. Dreimal gab es diese Juniorenspiele, bevor sie ab 1970 unter dem Namen Leichtathletik-Junioreneuropameisterschaften fortgeführt wurden.
Die Wettkampfergebnisse sind unter Weblinks zu finden.

## Medaillenspiegel
| Medaillenspiegel (Endstand nach 29 Entscheidungen) | Medaillenspiegel (Endstand nach 29 Entscheidungen) | Medaillenspiegel (Endstand nach 29 Entscheidungen) | Medaillenspiegel (Endstand nach 29 Entscheidungen) | Medaillenspiegel (Endstand nach 29 Entscheidungen) | Medaillenspiegel (Endstand nach 29 Entscheidungen) |
| Platz                                              | Land                                               | Gold                                               | Silber                                             | Bronze                                             | Gesamt                                             |
| -------------------------------------------------- | -------------------------------------------------- | -------------------------------------------------- | -------------------------------------------------- | -------------------------------------------------- | -------------------------------------------------- |
| 1                                                  | Polen                                              | 9                                                  | 8                                                  | 3                                                  | 20                                                 |
| 2                                                  | Sowjetunion                                        | 6                                                  | 12                                                 | 3                                                  | 21                                                 |
| 3                                                  | Deutsche Demokratische Republik                    | 3                                                  | 2                                                  | 10                                                 | 15                                                 |
| 4                                                  | Schweden                                           | 3                                                  | 1                                                  | 2                                                  | 6                                                  |
| 5                                                  | Rumänien                                           | 2                                                  | 2                                                  | 2                                                  | 6                                                  |
| 6                                                  | BR Deutschland                                     | 2                                                  | 1                                                  | 0                                                  | 3                                                  |
| 7                                                  | Ungarn                                             | 2                                                  | 0                                                  | 2                                                  | 4                                                  |
| 8                                                  | Bulgarien                                          | 1                                                  | 1                                                  | 2                                                  | 4                                                  |
| 9                                                  | Frankreich                                         | 1                                                  | 0                                                  | 2                                                  | 3                                                  |
| 10                                                 | Italien                                            | 0                                                  | 1                                                  | 1                                                  | 2                                                  |
| 10                                                 | Tschechoslowakei                                   | 0                                                  | 1                                                  | 1                                                  | 2                                                  |
| 12                                                 | Jugoslawien                                        | 0                                                  | 0                                                  | 1                                                  | 1                                                  |
| Gesamt                                             | Gesamt                                             | 29                                                 | 29                                                 | 29                                                 | 87                                                 |